# Rio Purus
Le rio Purus est une rivière d'Amérique du Sud qui fait partie du bassin amazonien et qui traverse les territoires du Pérou et du Brésil. Par son débit, il s'agit du 6e affluent du système Amazone-Solimões-Marañón, après le rio Madeira, le rio Negro, le rio Japurá, le rio Tapajós, et le río Ucayali.

## Géographie
Le rio Purus prend sa source au Pérou à une altitude d'environ 500 m dans la sierra de Contamana (région d'Ucayali). Il se dirige vers le nord-ouest et marque, sur une longueur de 38 km, la frontière entre le Pérou et le Brésil. Il traverse ensuite les États brésiliens d'Acre et d'Amazonas en suivant un cours parallèle au rio Madeira qui coule plus à l'est. Il se jette dans le rio Solimões en amont de Manaus. Sa longueur totale est de 3 210 km.
Peu avant le confluent, il est relié par cinq bras parallèles au rio Solimões qui y déverse une partie de ses eaux. Ce système particulier occupe une grande dépression inondable.
C'est un cours d'eau extrêmement sinueux et sa longueur fait plus du double de la distance entre sa source et son embouchure. Il partage cette caractéristique avec son voisin le rio Juruá qui lui ressemble beaucoup. C'est pourquoi ces deux rivières sont les deux plus longs affluents de l'Amazone après le rio Madeira. Cette longueur considérable est peu perceptible sur les cartes à grande échelle qui ne peuvent faire figurer la multitude de méandres de cette rivière.
Il est navigable sur environ 2 850 km pour des embarcations à faible tirant d'eau.

## Affluents
- Río Acre (690 km, 35 400 km2, 640 m3/s, important tributaire en rive droite, qui baigne la grande ville de Rio Branco et rejoint le Purus à la hauteur du port fluvial de Boca do Acre).
- Rio Chandless (400 km, 10 450 km2, 200 m3/s)
- Rio Iaco (480 km, 26 400 km2, 380 m3/s)
- Rio Inauini (210 km)
- Rio Ipixuna (ou Parana Pixuna, 450 km, 19 700 km2)
- Rio Ituxi (700 km, 44 000 km2, 720 m3/s)
- Rio Mucuim (380 km, 7 300 km2, 260 m3/s)
- Rio Pauini (500 km, 23 700 km2, 770 m3/s)
- Rio Sepatini (310 km)
- Rio Tapauá (790 km avec le rio Cuniua, 63 600 km2, 1 500 m3/s)

## Débits mensuels à Arumã-Jusante
Le débit de la rivière a été observé pendant 21 ans (1975-1993) à Arumã, localité brésilienne de l'état d'Amazonas située à 150 kilomètres de son confluent avec le fleuve Amazone à Boca de Purus.
À Arumã, le débit annuel moyen ou module observé sur cette période était de 10 435 m3/s pour un bassin versant de 359 853 km2.
La lame d'eau écoulée dans l'ensemble du bassin atteint ainsi le chiffre de 914 millimètres par an.